# Босна (кряж)
Босна —  північнійший гірський хребет Странджі, розташований цілком на території Болгарії в Бургаському районі. 
Хребет простягається з заходу на схід близько 65 км, а його ширина досягає 25 км.  Розташований між долинами річок Велека на півдні і  Факійської річки на заході.  На півночі її схили спускаються до долини Бургаса, а на сході — до узбережжя Чорного моря.  У складі хребта розглядаються його північні гілки — кряж Розен баір і Бакарлак та ізольований кряж Кітка. 
Його хребет плоский і злегка горбистий, на висоті 350-450 м піднімаються низькі округлі вершини. Його найвища точка гора Папія (501,4 м) піднімається в східній частині, в 2,3 км на півноч від села Бродилово. Інші більш помітні вершини: Єнихчиїте (491,6 м, 2 км на південний схід від села Варовник), Св. Ілля (461,3 м в центральній частині), Босна (453,9 м, 2 км на північ від села Бяла вода) та інші. Складений  в основному з вапняку, пісковика і пірокластичних матеріалів.  У північній частині  розробляються родовища мідних руд.  Клімат середземноморський.  Праві притоки р. Факійська — Дародере та інші, річки, що прямують безпосередньо до Чорного моря - р. Ізворська (впадає в озеро Мандрен), Ропотамо, Дьявольська ріка, Кітенська ріка (Караагач)  і малі ліві притоки річки Велека.  Ґрунти — це коричневі лісові, жовтоземи.  Кряж покритий густими широколистяними лісами, в яких переважають дуб, східний бук, лавровишня і рододендрон понтійський.Мешкають у лісах дикий кабан, благородний олень, шакал. 
На хребті і його схилах налічується 27 селищ: Близнак, Богданово, Бродилово, Билгари, Бяла Вода, Варовник, Велика, Визиця, Варшило, Габар, Граматиково, Євренозово, Заберново, Звездець, Зидарово, Ізгрев, Індже-Войвода, Калово, Кондолово, Кости, Крушевець, Младежко, Ново-Паничарево, Писменово, Тракийці, Фазаново і Ясна поляна. 
Через хребет Босна проходить ділянка 4-ї дороги  Державної автомобільної мережі: 
- З півночі на південь, між селом Крушевець і мостом через річку Велека, протягом 29,2 км хребет  перетинає частина шосе № 9 «Дуранкулак» - Варна - Бургас - «Малко Тирново»;
- У східній частині, з північного сходу на південний захід, від м. Царево до мосту річки Велека, протягом 39,2 км проходить через хребет  дорога другого класу № 99 Бургас - Приморсько - Царево - Малко Тирново;
- На хребті, в центральній частині, вздовж 25,5 км простягається  ділянка дороги третього класу № 907;
- На хребті, в західній частині, уздовж  29 км проходить ділянка дороги третього класу № 908.

На хребті Босна була частина кордону між Східною Румелією і Османською імперією з 1878 по 1908 рр., а також між Болгарією і Османською імперією з 1908 по 1913 роки. 
Значна частина кряжа (в основному південна) знаходиться на території  природного парку Странджа.  Є також кілька біосферних заповідників і охоронюваних територій: Сілкосія (на північ від села Кости), Тисовиця (на північно-східних схилах), Парорія (між селами Заберново і Калово), річка Тясна (на південь від  села Виршило) і "Раков дол" (у долині річки Факійська). 
У  західній частині кряжа, приблизно в 4 км на схід від села Голямо-Буково, знаходиться Голямобуківський монастир. 

## Топографічна карта
- Аркуш карти K-35-67 Жеклезково. Масштаб: 1 : 100 000. Стан місцевості на 1975 р. Видання 1986 р. (рос.)
- Аркуш карти K-35-68 Мичурин. Масштаб: 1 : 100 000. Стан місцевості на 1980 р. Видання 1986 р. (рос.)